# Julius Scheiner
Julius Scheiner (Colonia, 25 novembre 1858 – Berlino, 20 dicembre 1913) è stato un astronomo tedesco.

## Biografia
Divenne assistente presso l'osservatorio astrofisico di Potsdam nel 1887 e il suo  capo osservatore nel 1898, tre anni dopo la sua nomina alla cattedra di astrofisica presso l'Università di Berlino. Scheiner prestò particolare attenzione alla fotografia celeste e scrisse Die Spektralanalyse der Gestirne (1890); Lehrbuch der Photographie der Gestirne (1897); Strahlung und Temperatur der Sonne (1899); Der Bau des Weltalls (1901); terza edizione, 1909). Nel 1899 iniziò la pubblicazione della Photographische Himmelskarte; Zone + 31 ° bis + 40 ° Deklination.
È anche accreditato per aver sviluppato il primo sistema per misurare la sensibilità delle emulsioni fotografiche nel 1894, Scheinergrade, che ispirò anche il successivo standard DIN 4512 per misurare le velocità del film.
- A Spanish version of the book 'Técnicas Gráficas' can be downloaded freely from this site.